# Ferdinand von Hompesch zu Bolheim
Ferdinand von Hompesch zu Bolheim, vitez viteškega reda hospitalcev, je bil 71. veliki moster Reda svetega Janeza Jeruzalemskega, bolj znanega kot Malteški viteški red,  * 9. november 1744, † 12. maj 1805.
Bil je prvi Nemec, izvoljen na to funkcijo. Pod njegovo vladavino je red izgubil otok Malto v korist Francije, potem ko je tam vladal od leta 1530. Izguba Malte je označilo konec njihove suverenosti nad kakšno neodvisno državo.

## Življenje

### Zgodnja kariera
Hompesch je bil rojen v vasi Bolheim, ki je danes del mesta Zülpich v regiji Eifel. Ob krstu so mu dali kar nekaj imen: Ferdinand Jožef Anton Herman Ludvik. V viteški red hospitalcev je bil sprejet 10. julija 1761, ko je bil star 14 let. Za to je moral pridobiti odpustek Svetega sedeža, da je lahko služil kot paž velikemu mojstru Manuelu Pintu da Fonseca. Do leta 1768 je bil povišan v čin kastelana. Leta 1770 je napredoval v čin poročnika, odgovornega za pregledovanje ladij in utrdb reda. Leta 1774 je bil odgovoren za strelivo na Malti.
Konec leta 1775 je bil Hompesch imenovan za veleposlanika reda na dvoru Svetega rimskega cesarja na Dunaju in to funkcijo je opravljal naslednjih 25 let. Leta 1776 je bil povišan v viteza velikega križa, s čimer je postal član stalnega sveta reda. V tem obdobju si je prizadeval ponovno združiti protestantsko komendo Brandenburg z redom. Prizadevanja so bila neuspešna, predvsem zaradi nasprotovanja nemških vitezov.
V naslednjih letih je vodil komendo v Rothenburgu (1777) in nato v Herfordu (1783), Baslu in Dorlisheimu (1785), Sulzu, Colmarju in Mülhausnu (1786) ter Villingenu v Schwarzwaldu (1796). Leta 1796 je bil imenovan za velikega bailija nemške lože s  sedežem v Brandenburgu.
17. julija 1797 je bil Hompesch izvoljen za velikega mojstra reda, s čimer je hkrati postal cerkveni knez. Kot veliki mojster je povzdignil mesta Żabbar, Żejtun in Siġġiewi v status mesta.

### Izguba Malte
Leta 1798 je bil Hompesch opozorjen, da namerava francoska flota na plovbi v Egipt pod vodstvom Napoleona Bonaparta, napasti tudi Malto. Hompesch ni upošteval opozorila in ni okrepil obrambe otoka. 6. junija 1798 je predhodnica francoske flote dosegla Malto. Eni od ladij je bilo dovoljeno vpluti v pristanišče na popravilo. 9. junija je prispela glavnina francoske flote.
Napoleon je imel vojsko 29.000 mož proti Hompeschovim 7.000. Bonaparte je zahteval prost vstop v pristanišče za celotno floto z utemeljitvijo, da bi rad obnovil zaloge vode. Hompesch je odgovoril, da lahko to storita le dve ladji hkrati. Napoleon je to razumel kot provokacijo in ukazal napasti malteške otoke.
10. junija se je francoska vojska začela izkrcavati. Izkrcavanje so podpirali uporni Maltežani, ki bi se radi znebili vitezov. Ker so pravila reda prepovedovala boj proti sokristjanom, se mnogi francoski člani reda niso želeli boriti proti sonarodnjakom. 11. junija je Hompesch kapituliral.
Naslednji dan je bil podpisan sporazum, s katerim je red predal suverenost otoka Malta Francoskemu direktoriju. V zameno se je Francoska republika strinjala, da bo "izkoristila vse svoje zasluge na kongresu v Rastattu, da bi velikemu mojstru zagotovila kneževino, enakovredno tisti, ki se ji odreka". Hompeschu so obljubili tudi letno pokojnino.

### Zadnja leta
18. junija 1798 je Hompesch zapustil Malto in odšel v Trst, kjer je ustanovil nov sedež reda. 12. oktobra je naslovil pismo na tuje vlade, v katerem je protestiral proti francoski zasedbi Malte. Naslednji manifest iz Trsta je objavil 23. oktobra. 6. julija 1799 je poslal dve pismi, eno cesarju Svetega rimskega cesarstva Francu II., drugo ruskemu cesarju Pavlu I., v katerih je objavil svoj odstop s položaja velikega mojstra.
Papežu ni poslal pisma o odstopu, kot zahteva kanonsko pravo, niti papež ni sprejel njegovega odstopa. Nastanil se je v Ljubljani. 7. maja 1801 in ponovno 20. septembra 1801 je izjavil, da je njegovi pismi o odstopu iz leta 1799 zanj napisala vlada cesarja Svetega rimskega cesarstva, da jih je bil prisiljen podpisati in da je zato njegov odstop neveljaven. Leta 1804 se je preselil v Montpellier v Franciji, kjer je eno leto kasneje zaradi astme in brez denarja umrl. Pokopan je v cerkvi svete Eulalije v Montpellieru.